# 안드레이 렌들라
안드레이 렌들라(슬로바키아어: Andrej Rendla, 1990년 10월 13일 ~ )는 슬로바키아의 전 축구 선수이다.